# Kompostering
Kompostering kaldes den proces, hvor man bevidst fremskynder og styrer nedbrydningen af organisk stof. En vellykket kompostering forudsætter, at en række betingelser er opfyldt:
- udgangsmaterialet skal være varieret, findelt og blandet
- C/N-forholdet skal være så lavt som muligt
- pH skal være tæt på neutral (pH 7)
- materialet skal holdes fugtigt gennem hele forløbet
- ilt skal kunne trænge ind til alt materiale
- CO2 skal frit kunne forlade materialet
- udgangstemperaturen bør være ca. 20 grader
- procestemperaturen må meget gerne nå op på 70 grader

## Kompostbunke

### Styring af forløbet
Nogle af betingelserne kan opfyldes allerede fra begyndelsen. Det er muligt at sammensætte og behandle udgangsmaterialet (førne) sådan, at det opfylder betingelserne. Det er straks mere besværligt at få sænket C/N-forholdet på en naturlig måde. Iblanding af dyrisk materiale eller bælgplanterester virker dog som regel godt nok, men i givet fald kan der strøs et ganske tyndt lag af kalksalpeter på førnen. Samtidig kan man strø noget jordbrugskalk oven på. Det skal bruges til at neutralisere de syrer, der dannes under komposteringen.
Fugtigheden fastholdes lettest, når man anbringer bunken eller beholderen på et skygget sted, men det kan blive nødvendigt at vande med jævne mellemrum. Iltning af materialet sker bedst ved, at man har blandet grove og fine materialer, træagtige mellem urteagtige, sådan at det hele ikke falder sammen for tidligt. På et vist tidspunkt, nemlig når temperaturen begynder at synke, skal iltning og fugtighed forbedres. Det sker ved at "omstikke" materialet, så det yderste kommer inderst og omvendt. På den måde letter man også CO2'ens vej ud af komposten.
Temperaturen er svær at styre. Det kræver megen omhu med vanding, kalkning og omstikning. Det kan også være afgørende at give materialet et isolerende lag udenpå. Det kan f.eks. være et tyndt lag jord eller nogle vintermåtter. Vigtigt er det i hvert fald at få temperaturen helt op i nærheden af de 70 grader. Ellers vil komposten rumme alt for mange ukrudtsfrø og muligvis også en del skadelige organismer.

### Produkt
Når disse forhold er i orden, foregår nedbrydningen forbavsende hurtigt, og man kan – efter behov – afslutte processen når materialet er halvt omsat. Produktet er lysebrunt og smuldrende, men man kan stadigvæk se, hvad der var udgangsmaterialet. Dette produkt bør man betragte som et jordforbedringsmiddel, der ikke giver nævneværdigt meget mineralsk stof fra sig.
Man kan også vente, indtil komposten er færdigt omsat. Det kan ses ved, at produktet er mørkt eller næsten sort. Udgangsmaterialet er forvandlet til uigenkendelighed, og temperaturen er faldet ned til meget tæt på omgivelsernes temperatur. Dette produkt bør man betragte som en gødning med et meget højt indhold af kalium og fosfor, men med et beskedent indhold af kvælstof.

## Fladekompostering
Fra gammel tid kendes en lidt ringeagtet komposteringsmetode, fladekompostering. Den består simpelthen i, at man lægger førnematerialet ud oven på jorden i et ca. 20 cm tykt lag. Hvis man gør det om efteråret, vil materialet være næsten fuldt omsat næste forår. Mange viger tilbage fra at bruge denne metode, fordi den giver haven et uordentligt udseende, men den har det for sig, at den efterligner naturens egen metode perfekt.